# ブーフローエ
ブーフローエ (ドイツ語: Buchloe, ドイツ語発音: [ˈbuːxloːə]) は、ドイツ連邦共和国バイエルン州シュヴァーベン行政管区のオストアルゴイ郡に属す市であり、隣接するイェンゲン、ラマーディンゲン、ヴァールとともにブーフローエ行政共同体を形成する。

## 地理
ブーフローエはシュヴァーベン中部アルゴイ地方のゲンナハ川沿いに位置する。

### 市の構成
本市は、公式には7つの地区 (Ort) からなる。このうち小集落や孤立農場などを除く集落を以下に列記する。
- ブーフローエ
- ハウゼン
- ホンゾルゲン
- リンデンベルク

## 歴史
かつては森に覆われていた高原地域に刻まれたゲンナハ川の渓谷に位置するブーフローエは、元々ヴィーダーゲトリンゲンの外れにあたるロイトゲノッセンなどにあった大領主により8世紀後半に開墾された。この集落は、1150年頃に初めて文献に記録されている。
この村の都市への昇格は、ルドルフ1世によるもので、1273年から1283年の間になされた。ブーフローエの歴史の重大な転換点は1311年に、シュタムス修道院とアウクスブルク司教との間で、ブーフローエおよびディリスハウゼンの市場開催権と庇護権がミーミング（チロル）のゼークの土地および同等の権利と交換されたことにあった。ブーフローエはこの後世俗化（1802年）まで司教本部の所領であった。
1711年、「バイエルンのヒアスル」と呼ばれるマティアス・クロスターマイアは逮捕後、短い期間ではあるが、ブーフローエの矯正刑務所（1722年から25年に建設、1955年まで刑務所として用いられたが、1962年に廃止された）に拘留された。
ブーフローエはしばしば大火災に苦しめられた。またドイツ農民戦争では、この街の住民達はブーフローエ出身のゼバスティアン・バーダーに率いられ叛徒側に参加した。ブーフローエ反乱軍のランツベルク市攻撃を予期したバイエルン公ルートヴィヒ10世 (バイエルン公)は、その予防措置として1525年4月20日にブーフローエを略奪し、焼き払ったのであった。農民戦争のわずか8年後の1533年、またしても大火が起こり、ブーフローエの街の半分を灰燼に帰した。「我らが聖母」教区教会もこの時失われた。シュマルカルデン戦争の際、1546年にはシェルトリン・フォン・ブーテンバッハがブーフローエへ来襲し、街を丸ごと略奪した後火をつけた。
やがてゲンナハ川対岸の山の麓に20の農場を有するヴェルフェン家の入植地が設けられた。この地区は今では広さと重要さを増している。ブーフローエの人口は、1820年には717人だったが、1920年には2,500人になっていた。第二次世界大戦（1939年 - 1945年）後、旧ドイツ東部からの難民によりブーフローエの人口は倍増し、5,250人となった。人口増加と鉄道の乗換地点という重要性が最終的な決め手となり、1954年4月20日にバイエルン州はブーフローエに対し、「市」の称号と紅白の市章（アウクスブルク司教の後期ゴシック様式の盾型紋）を再び与えた。現在この年の人口は約12,000人以上である。

### 市町村合併
1971年と1972年に、リンデンベルクとホンゾルゲン（ハウゼンを含む）が合併した。

## 行政
第二次世界大戦後の歴代首長を列記する。
| 名前                           | 在任期間  |
| ------------------------------ | --------- |
| ヨハン・マイヤー               | 1945-1947 |
| ヨーゼフ・エベーレ             | 1948-1962 |
| ヤーコプ・フェルク             | 1962-1966 |
| フランツ・モッツァー           | 1966-1973 |
| ゲルト・ダイゼンベルガー       | 1974-1991 |
| フランツ・グライフ             | 1991-2003 |
| ヨーゼフ・シュヴァインベルガー | 2003-2020 |
| ローベルト・ペシュル           | 2020-     |

### 紋章
図柄: 赤字と銀地に左右二分割。紋章は1500年頃から様々に形を変えてきた。1643年には、向かって左半分はダマスク紋様が描かれた。1834年から1950年までは、「金地と銀地に二分割。向かって左にブナ (Buche) の葉」という紋章が用いられた。

### 保護都市
- 1960年にブーフローエは、ズデーテン地方フライヴァルダウ郡のザウプスドルフ（チェコ名: Supíkovice）から放逐された人々の保護都市となった。

### 姉妹都市
- セッソン（フランス、セーヌ＝エ＝マルヌ県）

## 文化と見所

### 博物館
- ブーフローエ郷土博物館

### 建築
- ブーフローエの南にブーフローエ市民天文台があり、定期的に公開天文観測会が行われている。
- シュヴァーベンハレ: シュヴァーベン地方の農業の中核となる施設で、家畜の競りが行われる。
- 聖マリア被昇天教区教会。18世紀の内装が施されている。
- 出会いの家: 市西部のカトリック司祭館。波形の建築である。
- リオ城: 1901年から1903年にブーフローエ南西部（リンデンベルク方面）に歴史様式で建設された。
- リンデンベルク: カトリックの聖ゲオルク＝聖ヴェンデリン教区教会で美しい調度を有している。山の麓に建つ。

## 経済と社会資本

### 交通
ブーフローエは、連邦アウトバーンA96号線（ミュンヘン - ブーフローエ - メミンゲン - リンダウ）沿いにあり、連邦道B12号線（リンダウからミュンヘン、パッサウを経由してフィリップスロイトまで）につながるインターチェンジがある。この街は「アルゴイの門」を自認する。
ブーフローエ駅は、アルゴイ鉄道ミュンヘン - リンダウ線と鉄道アウクスブルク - ブーフローエ線、ブーフローエ - メミンゲン - リンダウ線の乗り継ぎ駅で、インターシティやスイスへ直行するユーロシティの停車駅となっている。

### 地元企業
この都市の企業で有名なのは Alpina Burkard Bovensiepen GmbH und Co.、Karwendel-Werke（食品会社）である。
また、Mokselグループ（食肉加工業）の本社はブーフローエにある。また FRISTO Getränkemarkt GmbH（小売りチェーン）や Rudolf Hörmann GmbH & Co KG、さらには Xaver Riebel Holding GmbH & Co. KG（建設業）の本社もブーフローエにある。

### 公共施設
ブーフローエには、警察監査局、病院、消防団、バイエルン赤十字の救助ステーションがある。

### 教育
- 基礎課程学校 2校
- 本課程学校 1校
- 実科学校 1校
- 市民大学 1校
- 病人看護のための職業専門学校 1校

2009年6月17日からは、これらに加えて、州立ギムナジウムがブーフローエ市に設立された。

### 余暇施設・スポーツ施設
ブーフローエの西にスポーツ施設がある。テニスコート、スカッシュコート、アイススポーツホール、屋内プール、屋外プールがある。この施設は学校や周囲と隣接して設けられている。この他、ブーフローエにはサッカースタジアム、多くの草サッカー場、フィットネス・スタジオ（2軒）、射撃場、青少年センター、図書館がある。

## 人物

### ゆかりの人物
- エルヴィン・ネーアー（1944年 - ）1991年のノーベル生理学・医学賞受賞者。ブーフローエで幼少期を過ごした。

## 引用
1. ↑  https://www.statistikdaten.bayern.de/genesis/online?operation=result&code=12411-003r&leerzeilen=false&language=de Genesis-Online-Datenbank des Bayerischen Landesamtes für Statistik Tabelle 12411-003r Fortschreibung des Bevölkerungsstandes: Gemeinden, Stichtag (Einwohnerzahlen auf Grundlage des Zensus 2011)
2. ↑  Max Mangold, ed (2005). Duden, Aussprachewörterbuch (6 ed.). Dudenverl. p. 221. ISBN 978-3-411-04066-7
3. ↑  Bayerische Landesbibliothek Online